# Cornella de Mellor
La cornella de Mellor (Corvus mellori) és un ocell de la família dels còrvids (Corvidae).

## Hàbitat i distribució
Habita boscos de muntanya al sud-est d'Austràlia, al sud-est d'Austràlia Meridional, Nova Gal·les del Sud i Victòria, incloent l'illa de King.